# تپه چنگه قلعه
تپه چنگه قلعه مربوط به سدهٔ ۴ تا سدهٔ ۸ ه.ق است و در شهرستان نیشابور، بخش سرولایت، روستای چکنه سفلی واقع شده و این اثر در تاریخ ۱۰ خرداد ۱۳۸۲ با شمارهٔ ثبت ۸۷۴۳ به‌عنوان یکی از آثار ملی ایران به ثبت رسیده است.